# فان جونز
فـان جونز (بالإنجليزية: Van Jones)‏ هو ناشط حقوق الإنسان ومتحدث تحفيزي أمريكي، ولد في 20 سبتمبر 1968 في جاكسون في الولايات المتحدة.

## وصلات خارجية
- الموقع الرسمي
- فـان جونز على موقع IMDb (الإنجليزية)
- فـان جونز على موقع قاعدة بيانات الفيلم (الإنجليزية)